# احمد فخری
احمد فخری (۲۳ مه ۱۹۰۵ - ۷ ژانویه ۱۹۷۳). او را بزرگ و شیخ آثار باستانی و راهب صحرا می‌نامند.

## آثار

### تالیفات
- الأهرامات المصریة
- مصر الفرعونیة
- الواحات البحریة
- واحة سیوة
- دراسات فی تاریخ الشرق القدیم
- بین آثار العالم العربی
- الیمن ماضیها وحاضرها
- رحلة أثریة إلی الیمن (ترجمة هنری ریاض - یوسف محمد عبدالله)

### ترجمه‌ها
- انتصار الحضارة، تاریخ. الشرق الأدنی تألیف جیمس هنری برستد.
- شجرة الحضارة: قصة الإنسان منذ فجر ما قبل التاریخ حتی بدایة العصر الحدیث تألیف رالف لنتون.
- أهرامات مصر تألیف ادوارز.

## اکتشافات باستان‌شناختی
- معابد عین المفتله

تپه شنی بلندی در شهر القصر است. این تپه مشرف به مناطق کشاورزی است که توسط مجموعه‌ای از کوه‌ها و تپه‌ها احاطه شده است و چهار معبد در آن وجود دارند که هر یک از آنها مستقل از دیگری است. برای اولین بار یکی از این معابد در سال ۱۹۰۱ کشف شد؛ ولی سه معبد دیگر توسط احمد فخری در نیمهٔ اول قرن بیستم کشف شدند. بار دیگر در سال‌های اخیر بعد از آنکه توسط شن‌ها پوشانده شده بودند کشف شدند؛ اما بار دیگر برای حفاظت پر از شن شدند.
- گورستان تپه سوبی

این قبرها در نیمه اول قرن بیستم توسط احمد فخری کشف شدند. ورودی این گورستان پوشانده شده بود و یافتن آن غیرممکن بود، اما اخیراً این قبرها دوباره کشف شدند. بعضی از این قبرها زیر خانه‌های مردم باویتی قرار دارند. مقبره‌های دیگری نیز پیدا شدند که احمد فخری از آنان چیزی نگفته است. هیئات اعزامی تا تونلی زیرزمینی به عمق بیش از ۱۲ متر پائین رفت و مقبره‌های رنگارنگ زیادی یافت که مربوط به دودمان بیست و ششم می‌شدند که به عصر صاوی (۵۲۵–۶۶۴ ق. م) معروف است.
- مقبره و معبد (زد خنسو اف عنخ)، حاکم واحات البحریه

متعلق به دوران فرعون آماسیس از دودمان بیست و ششم است. این مقبره توسط احمد فخری در نیمهٔ اول قرن بیستم کشف و سپس ورودش‌اش پوشانده شد. حال دوباره در حال اکتشاف است.
- منطقه سن العجوز

این منطقه شامل حاشیهٔ شرقی گورستان هرم پادشاه خوفو می‌شود و برزگان دودمان ششم در آن منطقه گورهایی سنگی بنا کردند که بعضی از آنان توسط احمد فخری کشف شده‌اند. زاهی حواس نیز در ۱۹۷۷ در این منطقه خصوصاً منطقه شمال شرقی ابوالهول حفاری‌هایی انجام داده است.
- گورستان المزوقه

این گورستان در ۵ کیلومتری شهر القصر و ۳۷ کیلومتری شهر موت در واحات الداخله قرار دارد. در سال ۱۹۷۳میلادی توسط احمد فخری کشف شد که دارای قبر دو شخص است یکی بیتوزیریس و دیگری بادی باستت. دارای یک جاده سنگفرشی است که قدمت آن به دوران رومی می‌رسد، شامل مقبره‌هایی است که در صخره تراشیده شده‌اند و کتیبه‌هایی با تصاویر واضح دارند. در آن کتیبه‌ها نعمت‌های واحه‌ها به تصویر درآمدند، از جمله خدای کشاورزی، خدای آب، مزارع جو، درختان خرما، پرندگان، قضاوت و مجازات. 

## واحة الغروب
بهاء طاهر متأثر از کتابی به نام سیوه اثر احمد فخری رمان «واحة الغروب» را نوشت. وقایع این رمان در واحه سیوه بین واقعیت و خیال و در دوره‌های مختلف تاریخی می‌گذرد. این رمان در سال ۲۰۰۸ برنده جایزه البوکر العربیه شد.

## ماجرای سرقت شش عصای توت عنخ آمون
احمد فخری پس از پایان نمایش مجموعه معروف «توت عنخ آمون» در شهر شیکاگو آمریکا در حالی که بر فرایند بسته‌بندی نظارت داشت، متوجه شد که شش عصای توت عنخ آمون با عصاهای تقلبی که از نظر شکل و فلز دقیقاً مشابه اصلی بودند جایگزین شده‌اند. وقتی او موضوع را به ریاست جمهوری اطلاع داد، پاسخ این بود که فوراً به قاهره برگردد و جایگزینی برای او فرستاده شود تا نمایشگاه را در دیگر شهرهای آمریکا همراهی کند.